# Dundonald Castle (Kintyre)
Dundonald Castle ist eine Burgruine beim Dorf Killean auf der Halbinsel Kintyre in der schottischen Council Area Argyll and Bute. Es war eine Festung des Clan MacDonald, fiel aber später an die Campbells.